# ストラトフォード・シティ
ストラトフォード・シティ (英: Stratford City) は、ロンドンのニューアム特別区ストラトフォード地区に計画および建設中の多目的開発プロジェクトである。主たる開発事業者はウェストフィールド・グループ。
一部が2012年のロンドンオリンピックで使用され、オリンピックパークが建設された。ウェストフィールド・グループ社が運営するショッピングモールウェストフィールド・ストラトフォード・シティが2011年9月13日に開業した。
ロンドン・アンド・コンティネンタル・レイルウェイズ社が所有していた鉄道用地を中心とした地域に、270,000-平方メートル (2,900,000 sq ft)の小売用地およびレジャー用地、120,000-平方メートル (1,300,000 sq ft)のホテル用地、610,000-平方メートル (6,600,000 sq ft)の商業地区用地16,400棟の新設住宅、17,000-平方メートル (180,000 sq ft)のコミュニティ施設用地の他に、敷地内で使用するエネルギーの75%を供給する能力をもつエネルギーセンターを2ヶ所、用意する。ロイヤルメールはスタンフォード・シティにE20の郵便番号を割り当てている。

## 建設
建設作業は2007年の初め頃に開始され、2020年までにプロジェクトの全体が完成することが予定されている。作業はいくつかの段階に分けて実行され、最初の段階（フェーズ1）は2011年に完了することになっている。フェーズ1には150,000-平方メートル (1,600,000 sq ft)の小売およびレジャー用の空間と、267室を備えるプレミア・インのホテル1.1-平方メートル (12 sq ft)の事務所用スペース、そして4,850軒の新設住宅が含まれる。事務所スペースはストラトフォード・プレイス、ザ・スクエア、ファースト・アベニュー、ステーション・スクエアの4つの核となる高層オフィルビルから成る。

## 交通
ストラトフォード・リージョナル駅と新しいストラトフォード・インターナショナル駅が最寄である。ストラトフォード・リージョナル駅からはロンドン・オーバーグラウンド、ロンドン地下鉄、ナショナル・レールが接続している。また、2017年にはクロスレールの駅が開業する。ストラトフォード・インターナショナル駅からはサウスイースタンによる国内路線と国際路線のハイスピード1のほか、ライトレールのドックランズ・ライト・レールウェイがロンドン・シティ空港、ベックトン、ウーリッジ・アーセナルへ接続する。また、ロンドンオリンピックの頃にはユーロスターが停車するようになる。ペデストリアン・ブリッジがストラトフォードの中心部にある開発区へと接続している。